# Seznam lignitových dolů u Českých Budějovic
Seznam uvádí lignitové doly a lomy, které existovaly nebo doposud existují u Českých Budějovic:

## Seznam
| Důl                         | Obrázek | Umístění                           | Založení  | Ukončení     | Galerie | Popis                                                         |
| --------------------------- | ------- | ---------------------------------- | --------- | ------------ | ------- | ------------------------------------------------------------- |
| Boršov nad Vltavou 261      |         | Boršov nad Vltavou                 |           | do 19. stol. |         | V oblasti dnešní křižovatky ulic Na Křižovatkách a Sportovní. |
| Dívčice 129 / důl Svatopluk |         | Mydlovary                          | 1836      | 14. 9. 1979  |         | Důl zásoboval elektrárnu Mydlovary v letech 1922-1973.        |
| Dobřejovice 133             |         | Dobřejovice, Na Dlouhých           |           | před r. 1945 |         |                                                               |
| Doudleby 1 266              |         | Doudleby, VSV od Ameriky           |           | do 19. stol. |         |                                                               |
| Doudleby 2 - Amerika 265    |         | Doudleby, JZ od Ameriky            |           | do 19. stol. |         |                                                               |
| Homole - Černý Dub 257      |         | Nové Homole                        |           | do 19. stol. |         | V oblasti JV konce dnešní ulice Pod Stařečkem.                |
| Homole - Závraty 1 202      |         | Závraty, Mrázkův kopec             |           | do 19. stol. |         | Mezi Záblatským rybníkem a Mrázkovým kopcem.                  |
| Homole - Závraty 203        |         | Závraty                            |           | do 19. stol. |         | Mezi Dvorem Koroseky a Závraty.                               |
| Homole - Závraty 2 253      |         | Závraty, Dvůr Koroseky, Na Havírně |           | do 19. stol. |         | Pod rybníčkem nedaleko ZD.                                    |
| Kamenný Újezd 2 262         |         | Kamenný Újezd, Na Dolech           | 19. stol. | 20. stol.    |         |                                                               |
| Kamenný Újezd 2a 262        |         | Kamenný Újezd, Na Dolech           | 19. stol. | 20. stol.    |         |                                                               |
| Litvínovice 206             |         | Švábův hrádek u Litvínovic         | 1841      | 1870         |         | [ 2 ]                                                         |
| Vrábče – Jamné 252          |         | Jamné, Mastnice                    |           | do 18. stol. |         |                                                               |
| Vrábče – Koroseky 251       |         | Vrábče, U Kříže                    |           | do 19. stol. |         | Mezi Vrábčí a Koroseky.                                       |